# NGC 3054
NGC 3054 este o intermediate spiral galaxy⁠(d) situată în constelația Hidra. A fost descoperită în 3 aprilie 1859 de către Christian Heinrich Friedrich Peters. Se află la o distanță de 39,99 de megaparseci de Pământ.